# Orchetypus rugifrons
Orchetypus rugifrons är en insektsart som först beskrevs av Waterhouse 1914.  Orchetypus rugifrons ingår i släktet Orchetypus och familjen Chorotypidae. Inga underarter finns listade i Catalogue of Life.